# أنتوني بيلي (رجل أعمال)
أنتوني بيلي (بالإنجليزية: Anthony Bailey)‏ هو شخصية أعمال بريطاني، ولد في 1970 في لندن في المملكة المتحدة.